# Honey Don't
"Honey Don't" är en singel av den amerikanska rockabilly- och rock & rollsångaren Carl Perkins, utgiven den 1 januari 1956. Sången skrevs av Carl Perkins själv och släpptes tillsammans med "Blue Suede Shoes", där "Honey Don't" blev B-sida. Över 20 andra artister har gjort coverversioner av sången, bland annat The Beatles, Ronnie Hawkins och Johnny Rivers.
Sången finns även med i filmerna Tidvattnets furste från 1991 och Fiket från 1982.

## Bakgrund och inspelning
"Honey Don't" skrevs av Carl Perkins, mest troligt någon gång 1955.
Sången spelades in i december 1955 vid Sun Studio i Memphis, Tennessee med Sam Phillips som producent. Sången spelades in tillsammans med Carl Perkins band som bestod av hans bröder Jay och Clayton Perkins samt W.S. Holland. På grund av ackordvalen i sången vägrade först Jay Perkins spela sången, då sången i versen går från ackord E till C, istället för E till A, vilket var den vanliga ackordövergången inom bluesmusiken. En annan sak som är ovanlig med låten, är att refrängen som är uppbyggd som en tolv-takters-blues, av okänd anledning innehåller 14 takter. 
Carl Perkins och hans band framträdde sången tillsammans med A-sidan "Blue Suede Shoes" under deras TV-debut på TV-programmet Ozark Jubilee.

## Medverkande
- Carl Perkins – sång och sologitarr
- Jay Perkins – akustisk gitarr och bakgrundssång
- Clayton Perkins – kontrabas
- W.S. Holland – trummor

## Coverversioner

### The Beatles
The Beatles spelade in sin version av "Honey Don't" den 26 oktober 1964 vid EMI Recording Studios (nuvarande Abbey Road Studios) i London.  Sången spelades in som en av dem sista sångerna till albumet Beatles for Sale, och släpptes den 4 december 1964 i Storbritannien. I USA släpptes sången den 15 december 1964 på albumet Beatles '65.
Under konserter framfördes sången vanligtvis av John Lennon, men på albumversionen sjöng Ringo Starr istället, i stil med att han oftast fick en sång att sjunga per album. The Beatles spelade även sången för två av BBC:s radioprogram; From Us To You och Top Gear, den ena med John Lennon som huvudvokalist (som återfinns på samlingsalbumet Live at the BBC), och den andra med Ringo Starr (som återfinns på samlingsalbumet On Air – Live at the BBC Volume 2).
Honey Don't är en av de få sånger som alla medlemmar i The Beatles har framfört eller spelat in separat under deras solokarriärer.

#### Medverkande
- Ringo Starr – sång och trummor
- George Harrison – sologitarr
- John Lennon – akustisk kompgitarr
- Paul McCartney – basgitarr

Medverkande enligt Ian MacDonald.

### Andra coverversioner (i urval)
- Ronnie Hawkins på albumet Mr. Dynamo, 1960.
- Johnny Rivers på albumet Memphis Sun Recordings, 1991.
- Billy "Crash" Craddock på albumet Crash Craddock, 1986.
- T. Rex på albumet Electric Warrior Sessions, 1997.[a]
- Ben Folds Five på samlingsalbumet Vault Volume II (1998-2003).
- Lee Rocker på albumet Night Train to Memphis, 2012.
- Joe Walsh med Steve Earle för filmen The Beverly Hillbillies, 1993.